# Торрес-и-Кеведо, Леонардо
Леонардо Торрес-и-Кеведо (исп. Leonardo Torres Quevedo; 1852—1936) — испанский инженер и изобретатель.

## Биография
Родился 28 декабря 1852 года в Санта-Крус-де-Игунья, провинция Кантабрия, Испания. Семья проживала по большей части в Бильбао, где отец работал железнодорожным инженером. Много времени Леонардо также проводил в семейном доме его матери в горном районе Кантабрии.
Начал учиться в Бильбао, окончил в Париже, где проучился последние два года. В 1870 году его отец был переведён в Мадрид, куда перебралась вся семья. В этом же году Леонардо начал учиться в Официальной школе корпуса дорожных инженеров. Он временно приостановил учёбу в 1873 году, чтобы добровольно отправиться на защиту Бильбао, который был окружён войсками карлистов во время Второй карлистской войны. Вернувшись в Мадрид, завершил учёбу в 1876 году.
Леонардо начал свою карьеру в той же железнодорожной компании, где работал его отец, и сразу же отправился в долгое путешествие по Европе, чтобы из первых рук познакомиться с научными и техническими достижениями того времени, особенно в зарождающейся области электричества. Вернувшись в Испанию, он поселился в Сантандере и начал заниматься исследованиями, от которых никогда не отказывался в будущем. Плод этих исследований проявился в его первой научной работе 1893 года.
В 1889 году переехал в Мадрид и стал активно участвовать в культурной жизни этого города. В Ateneo de Madrid создал Лабораторию прикладной механики, директором которой был назначен. Лаборатория посвятила себя производству научных инструментов. В том же году он стал членом Испанской королевской академии наук, президентом которой был в 1910 году.

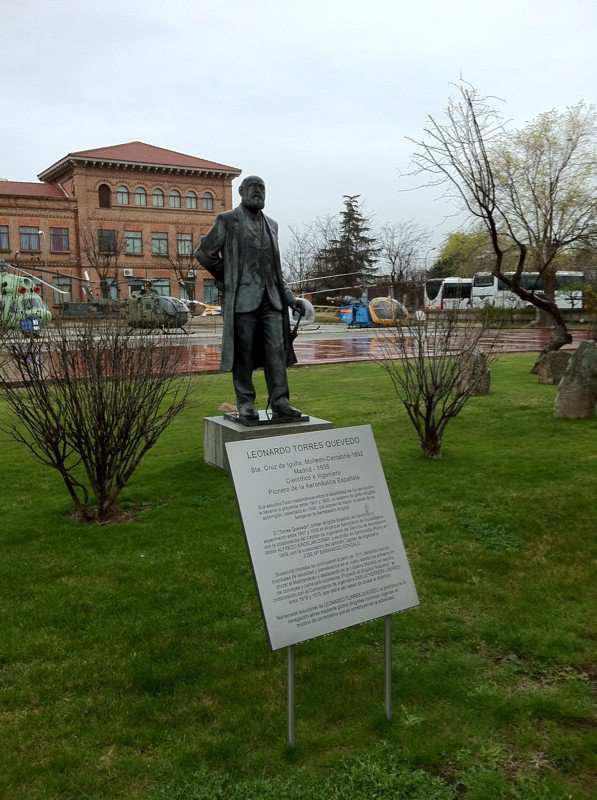
Памятник Торресу-и-Кеведо в испанском музее аэронавтики и астронавтики

В начале 1900-х годов Леонардо Торрес-и-Кеведо выучил международный язык эсперанто и на протяжении всей своей жизни был его сторонником. В 1916 году король Испании Альфонсо XIII наградил его медалью Эчегарая — высшей научной наградой Испанской королевской академии наук. В 1918 году Торрес-и-Кеведо отклонил предложение поста министра развития Испании. В 1920 году он поступил в Королевскую академию испанского языка на место, которое раньше занимал Бенито Перес Гальдос, а также стал членом отделения механики Французской академии наук. В 1923 году Сорбонна назвала его почётным доктором, а в 1927 году он был назван одним из двенадцати ассоциированных членов Академии. С 1922 по 1926 год Леонардо Торрес-и-Кеведо участвовал в работе Международного комитета по интеллектуальному сотрудничеству Лиги Наций.
Леонардо Торрес-и-Кеведо был награждён орденами Испании и стал командором ордена Почётного легиона. Некоторые из работ изобретателя (а также их прототипы) представлены в мадридском музее его имени.
Умер 18 декабря 1936 в Мадриде в разгар Гражданской войны в Испании. Был женат с 1885 года, имел восемь детей.
Google отпраздновал 160-летие выдающегося изобретателя 28 декабря 2012 года дудлом Google.